# 鹿児島県下一周市郡対抗駅伝競走大会

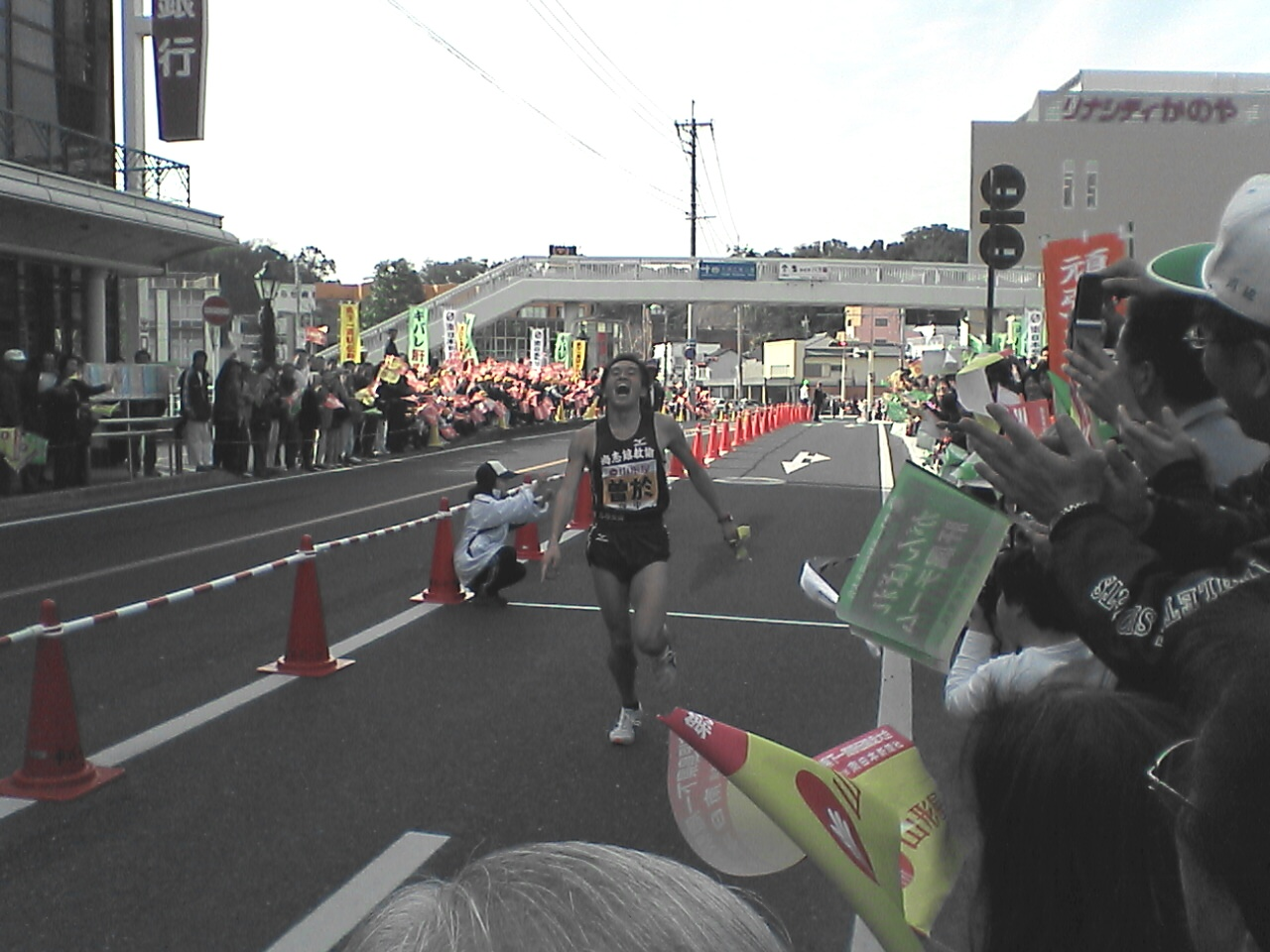
第54回鹿児島県下一周駅伝・第4日ゴール（曽於チーム、2007年）

鹿児島県下一周市郡対抗駅伝競走大会（かごしまけんかいっしゅう・しぐんたいこう・えきでんきょうそうたいかい）は、毎年2月に鹿児島県本土（薩摩・大隅地方）を舞台に5日間に渡って開催される、鹿児島県の各地区対抗の駅伝大会。
鹿児島県・鹿児島市・南日本新聞などの主催。通称、鹿児島県下一周駅伝、鹿県下一周駅伝（南日本新聞が幟などに使用）。鹿児島県内では単に県下一周駅伝と呼ばれる。

## 概要
1954年に奄美群島の日本復帰とラジオ南日本（現南日本放送）の開局記念、それに九州一周駅伝の選手強化を兼ねて県本土の10地区でスタート。1955年には熊毛（種子島・屋久島）が、1962年には大島（奄美群島）が初出場し現在に至る。
1954年の第1回大会は3月23日からの5日間、580.7km、47区間に分かれて行われた。1957年の第4回大会は熊毛チーム不参加。1970年から1972年（第17-19回）にかけては沖縄返還を記念して沖縄県チームが特別参加した。1974年の第21回大会は前年のオイルショックの影響で、鹿児島-出水の2日間、251.3km、21区間に短縮された。1994年の第41回大会は、前年の8・6水害や台風による危険個所を避けるため、第4日目の1区間と最終日の6区間をカット、44区間508.6kmで開催。最終日のゴールは垂水市役所前だった。
鹿児島県内の購読率が3分の2を超える南日本新聞が主催することもあり、同紙をはじめ県内の各マスコミが数週間前から特集を組み大会を盛り上げる。このため鹿児島県内のスポーツ大会においては圧倒的に知名度が高く、鹿児島県の2月の風物詩として親しまれている。
応援も盛んで、沿道には地域住民や幼稚園児・小学生・中学生が数多く駆けつける。このため、万が一に備えて交通安全対策が万全に図られており、ゴール地点など特に人が多く集まる場所では大会運営側がアナウンスを繰り返すなどの方法で注意を喚起している。2006年の第53回大会以降は後述の事故のこともあり、より強化されるようになった。
確認できる限りでは、現在行われている（世界中）全ての駅伝の中で最長である。

## 参加チーム
順位には、各日ごとタイムを競う日間順位と5日間トータルのタイムで競う総合順位がある。また総合順位では総合優勝だけではなく、前年度成績上位から4チーム毎にA・B・Cクラスに分け、各クラスごとに優勝を争う（前年度1 - 4位がAクラス、5 - 8位が、9 - 12位がCクラス）。前年度5位以下のチームが総合優勝した場合は総合優勝チームとAクラス優勝チームが異なることになるが、そのようなケースはまれであり、前年6位の日置地区が総合優勝した2023年の第70回大会が32年ぶりのケースとなった。
チーム一覧
カッコ内はたすきの色。
- 鹿児島地区（赤）
- 指宿地区（朱）
- 川辺地区（青）
- 日置地区（濃緑）
- 川薩（せんさつ）地区（薄青）
- 出水地区（濃紺）
- 伊佐地区（桃）
- 姶良地区（紫）
- 曽於地区（黄）
- 肝属地区（薄緑）
- 熊毛地区（薄茶）
- 大島地区（白）

近年では姶良地区がトップを占めることが多く、鹿児島地区・川辺地区・日置地区がこれを追う展開となることが多い。

## コース
2021年の第68回大会では全距離583.8Km、53区間に分かれる。経路については一般国道・主要地方道のみを記載している。
第1日 鹿児島 - 加世田（南さつま市）・南薩方面
- 鹿児島市役所前 - 南さつま市役所前
- 主な経路：県道20号・国道225号・国道226号・県道34号・県道27号・県道31号

第2日 加世田 - 出水・川薩方面
- 南さつま市役所前 - 出水市役所
- 主な経路：国道270号・県道37号・国道3号

第3日 野田（出水市） - 日当山（霧島市）・北薩方面
出水市野田支所 - ファミリーマート隼人姫城二丁目店（霧島市隼人町）
- 主な経路：県道46号・国道267号・国道268号・県道55号・県道50号・国道223号
- 「郷土入り」となる伊佐チームが上位に食い込む事が多い。

第4日 国分（霧島市） - 鹿屋・大隅方面
- 国分南中学校（旧国分市） - ハローワークかのや
- 主な経路：国道10号・県道63号（途中一般県道・国道269号経由）・国道220号・県道73号・県道68号
- 1区の亀割峠（国道10号）が当大会最大の難所とされる。「郷土入り」となる曽於・肝属チームが上位に食い込むことが多い。
- ゴール地点は2022年まで「かのやイベント広場前（旧鹿屋市役所跡）」であったが、2023年の第70回大会より「ハローワークかのや前」に変更されている[5]。

第5日 根占（南大隅町） - 鹿児島・錦江湾沿岸
- 根占中学校下 - 鹿児島市役所前
- 主な経路：国道269号・県道68号・国道220号・国道10号
- 1994年の第41回大会は前年の風水害（平成5年8月豪雨、平成5年台風第13号を参照）の影響によりコースを短縮し、垂水市役所前がゴールとなった[6]。

## 市町村対抗駅伝を行っている他の都道府県
- 青森県（青森県民駅伝競走大会）
- 岩手県（一関・盛岡間駅伝競走大会）
- 山形県（山形県縦断駅伝競走大会）
- 福島県（市町村対抗福島県縦断駅伝競走大会）
- 栃木県（栃木県郡市町対抗駅伝）
- 新潟県（新潟県縦断郡市対抗駅伝競走大会）
- 長野県（長野県縦断駅伝競走、長野県市町村対抗駅伝競走大会）
- 神奈川県（市町村対抗かながわ駅伝競走大会）
- 岐阜県（ぎふ清流郡市対抗駅伝競走大会）
- 静岡県（しずおか市町対抗駅伝）
- 愛知県（愛知県市町村対抗駅伝競走大会）
- 三重県（美（うま）し国三重市町対抗駅伝）
- 和歌山県（和歌山県市町村対抗ジュニア駅伝競走大会）
- 兵庫県（兵庫県郡市区対抗駅伝）
- 香川県（郡市対抗源平駅伝）
- 徳島県（徳島駅伝）
- 高知県（県市町村対抗駅伝）
- 佐賀県（郡市対抗県内一周駅伝大会）
- 長崎県（郡市対抗県下一周駅伝大会）
- 熊本県（郡市対抗熊日駅伝、熊日郡市対抗女子駅伝大会）
- 大分県（県内一周大分合同駅伝）
- 宮崎県（宮崎県市町村対抗駅伝競走大会）
- 沖縄県（沖縄一周市郡対抗駅伝競走大会）

## 事故
本大会は、鹿児島県内の一般道を広範囲に利用する為、過去に複数回死亡事故が発生している。

### 2005年（第52回大会）
大会3日目、宮之城町（現さつま町）山崎の国道267号沿いで応援帰りの中学生の列に車が突っ込み、死傷者を出したことから中止された。

### 2018年（第65回大会）
大会最終日、霧島市国分野口（ソニー国分工場北）の交差点で、80代男性の運転する軽自動車と30代女性が運転する乗用車による事故が発生し、乗用車側の助手席にいた生後6ヶ月の乳幼児が死亡した。当時、警察官がコース整備のため交差点内で手信号を行っていたが、運営側のミスにより交通規制の看板が設置されず、信号も通常通り動いていた。なお、事故発生後も大会は続行された。この事故に関しては、運営する鹿児島県、鹿児島市、南日本新聞などから正式な謝罪は発表されなかった。

2020年1月、交通整理を行っていた警察官に対し、鹿児島簡易裁判所は業務上過失致傷の罪で罰金100万円の略式命令を出した。
また、軽自動車を運転していた男性は過失運転致死傷の疑いで送検されたが、後に死亡の為、不起訴処分となっている。

死亡した女児の遺族は県などに対し約7000万円の損害賠償を求める訴えを起こした。